# Black Bowl 2018
Il Black Bowl 2018 è la 4ª edizione dell'omonimo torneo di football americano.
Le prime due squadre classificate parteciperanno alla Coppa di Russia.
I Bryansk Robbers si sono ritirati dal torneo dopo aver disputato un solo incontro.

## Squadre partecipanti
| Club                  | Città    | Stadio | Sponsor ufficiale | Risultato nella stagione 2017 |
| --------------------- | -------- | ------ | ----------------- | ----------------------------- |
| Bryansk Robbers       | Brjansk  |        |                   |                               |
| Cyborgs Obninsk       | Obninsk  |        |                   |                               |
| Donetsk Scythians     | Donec'k  |        |                   |                               |
| Lipetsk 48ers         | Lipeck   |        |                   |                               |
| Moscow Black Storm    | Mosca    |        |                   |                               |
| Podolsk Vityaz        | Podol'sk |        |                   |                               |
| Tula Tarantula        | Tula     |        |                   |                               |
| Voronezh Mighty Ducks | Voronež  |        |                   |                               |

## Stagione regolare

### Calendario

#### 1ª giornata
| Elec 30 aprile 2018 | Lipetsk 48ers | 40 – 10 (6-0 16-0 10-0 8-10) referto | Bryansk Robbers |  |

| Podol'sk 30 aprile 2018 | Podolsk Vityaz | 24 – 14 (6-7 6-0 6-0 6-7) referto | Tula Tarantula | Stadion Planeta |

#### 2ª giornata
| Ramon' 12 maggio 2018 | Voronezh Mighty Ducks | 47 – 6 (0-6 22-0 6-0 19-0) referto | Lipetsk 48ers | stadion Junost' |

#### 3ª giornata
| Brjansk 19 maggio 2018 | Bryansk Robbers | 0 – 21 (a tavolino) referto | Donetsk Scythians |  |

| Tula 19 maggio 2018 | Tula Tarantula | 24 – 14 (0-14 6-0 12-0 6-0) referto | Cyborgs Obninsk | Stadion Metallurg |

| Podol'sk 19 maggio 2018 | Podolsk Vityaz | 14 – 16 (14-0 0-8 0-2 0-6) referto | Moscow Black Storm | Stadion Planeta |

#### 4ª giornata
| Malojaroslavec 3 giugno 2018 | Cyborgs Obninsk | 14 – 0 (6-0 0-0 0-0 8-0) referto | Podolsk Vityaz | Stadion Junost' |

#### 5ª giornata
| Tula 10 giugno 2018 | Tula Tarantula | 8 – 39 referto | Moscow Black Storm | Stadion Metallurg |

#### 6ª giornata
| Brjansk 16 giugno 2018 | Bryansk Robbers | 0 – 24 (a tavolino) referto | Lipetsk 48ers |  |

| Ramon' 16 giugno 2018 | Voronezh Mighty Ducks | 18 – 60 referto | Donetsk Scythians | Stadion Junost' |

#### 7ª giornata
| Brjansk 30 giugno 2018 | Bryansk Robbers | 0 – 24 (a tavolino) referto | Donetsk Scythians |  |

| Malojaroslavec 30 giugno 2018 | Cyborgs Obninsk | 14 – 11 (0-0 0-3 14-0 0-8) referto | Moscow Black Storm | Stadion Junost' |

| Tula 30 giugno 2018 | Tula Tarantula | 12 – 14 referto | Podolsk Vityaz | Stadion Metallurg |

#### 8ª giornata
| Elec 14 luglio 2018 | Lipetsk 48ers | 24 – 0 (a tavolino) referto | Donetsk Scythians |  |

| Voronež 14 luglio 2018 | Voronezh Mighty Ducks | 24 – 0 (a tavolino) referto | Bryansk Robbers |  |

| Zelenograd 14 luglio 2018 | Moscow Black Storm | 23 – 20 (10-0 0-14 13-0 0-6) referto | Podolsk Vityaz | Stadio del Rugby |

| Malojaroslavec 15 luglio 2018 | Cyborgs Obninsk | 14 – 22 (6-0 0-8 8-0 0-14) referto | Tula Tarantula | Stadion Junost' |

#### 9ª giornata
| Lipeck 28 luglio 2018 | Lipetsk 48ers | 6 – 48 (0-14 0-28 0-0 6-6) referto | Voronezh Mighty Ducks | Stadion Sokol |

| Zelenograd 28 luglio 2018 | Moscow Black Storm | 34 – 12 (9-0 15-0 10-6 0-6) referto | Tula Tarantula | Stadio del Rugby |

| Podol'sk 28 luglio 2018 | Podolsk Vityaz | 0 – 12 (0-6 0-0 0-0 0-6) referto | Cyborgs Obninsk | Stadion Planeta |

#### 10ª giornata
| Ramon' 11 agosto 2018 | Voronezh Mighty Ducks | 16 – 28 referto | Donetsk Scythians | Stadion Junost' |

| Zelenograd 11 agosto 2018 | Moscow Black Storm | 28 – 0 referto | Cyborgs Obninsk | Stadio del Rugby |

#### 11ª giornata
| Brjansk 25 agosto 2018 | Bryansk Robbers | 0 – 24 (a tavolino) referto | Voronezh Mighty Ducks |  |

| Elec 25 agosto 2018 | Lipetsk 48ers | 24 – 0 (a tavolino) referto | Donetsk Scythians |  |

### Classifiche
Le classifiche della regular season sono le seguenti.
- PCT = percentuale di vittorie, G = partite giocate, V = partite vinte,  P = partite perse, PF = punti fatti, PS = punti subiti

#### Divisione A
| Pos. | Squadra               | PCT  | G | V | N | P | PF  | PS  |
| ---- | --------------------- | ---- | - | - | - | - | --- | --- |
| 1    | Voronezh Mighty Ducks | .667 | 6 | 4 | 0 | 2 | 177 | 100 |
| 2    | Lipetsk 48ers         | .667 | 6 | 4 | 0 | 2 | 124 | 105 |
| 3    | Donetsk Scythians     | .667 | 6 | 4 | 0 | 2 | 133 | 82  |
| 4    | Bryansk Robbers       | .000 | 6 | 0 | 0 | 6 | 10  | 157 |

#### Divisione B
| Pos. | Squadra            | PCT  | G | V | N | P | PF  | PS  |
| ---- | ------------------ | ---- | - | - | - | - | --- | --- |
| 1    | Moscow Black Storm | .833 | 6 | 5 | 0 | 1 | 151 | 68  |
| 2    | Cyborgs Obninsk    | .500 | 6 | 3 | 0 | 3 | 68  | 85  |
| 3    | Tula Tarantula     | .333 | 6 | 2 | 0 | 4 | 92  | 139 |
| 4    | Podolsk Vityaz     | .333 | 6 | 2 | 0 | 4 | 72  | 91  |

## Playoff

### Tabellone
|  | Semifinali | Semifinali            | Semifinali |                    |    | Finale                | Finale | Finale |  |
|  |            |                       |            |                    |    |                       |        |        |  |
|  | A1         | Voronezh Mighty Ducks | 41         |                    |    |                       |        |        |  |
|  | A1         | Voronezh Mighty Ducks | 41         |                    |    |                       |        |        |  |
|  | B2         | Cyborgs Obninsk       | 0          |                    |    |                       |        |        |  |
|  | B2         | Cyborgs Obninsk       | 0          |                    | A1 | Voronezh Mighty Ducks | 32     |        |  |
|  |            |                       |            |                    | A1 | Voronezh Mighty Ducks | 32     |        |  |
|  |            |                       | A2         | Moscow Black Storm | 0  |                       |        |        |  |
|  | B1         | Lipetsk 48ers         | A2         | Moscow Black Storm | 0  | 0                     |        |        |  |
|  | B1         | Lipetsk 48ers         |            |                    |    |                       |        |        |  |
|  | A2         | Moscow Black Storm    | 39         |                    |    |                       |        |        |  |

### Semifinali
| Ramon' 8 settembre 2018, ore 17:00 | Voronezh Mighty Ducks | 41 – 0 referto | Cyborgs Obninsk | Stadion Junost' |

| Zelenograd 15 settembre 2018 | Moscow Black Storm | 39 – 0 referto | Lipetsk 48ers | Stadio del Rugby |

### IV Finale Black Bowl
| Ramon' 29 settembre 2018 | Voronezh Mighty Ducks | 32 – 0 (15-0 0-0 10-0 7-0) referto | Moscow Black Storm | Stadion Junost' |

## Verdetti
- Voronezh Mighty Ducks Vincitori del Black Bowl 2018